# Резник, Максим Львович
Макси́м Льво́вич Ре́зник (род. 13 сентября 1974, Ленинград, СССР) — российский политический деятель. Депутат Законодательного собрания Санкт-Петербурга V и VI созывов (2011—2021). Председатель Санкт-Петербургского регионального отделения партии «Яблоко» (2003—2012). Участник Форума свободной России (с 2022 г.).

## Биография
Максим Львович Резник родился 13 сентября 1974 года в Ленинграде. Окончил ленинградскую гимназию № 11.
Окончил с отличием исторический факультет Санкт-Петербургского государственного университета (1996), Северо-Западную академию государственной службы (1997) по специальности «государственное и муниципальное управление».
В 1997—1999 годах — заместитель председателя Комитета по делам семьи, детства и молодёжи Администрации Санкт-Петербурга. Подал в отставку в связи с тем, что партия «Яблоко» приняла решение о переходе в оппозицию к губернатору Владимиру Яковлеву.
В 1999—2003 годах — директор социальных программ Фонда «ЭПИЦентр-Санкт-Петербург».
Основатель и первый председатель Санкт-Петербургского Молодёжного союза «Яблоко».
С июня 2000 года — депутат муниципального совета 74-го муниципального округа Санкт-Петербурга.
В 2000—2002 годах — заместитель председателя, в 2002—2003 годах — первый заместитель председателя, в 2003—2012 годах — председатель Санкт-Петербургского регионального отделения РОДП «Яблоко». В 2008—2010 годах входил в состав Бюро Федерального политического совета движения «Солидарность».
20 апреля 2011 года, выступая в Законодательном собрании как лидер регионального отделения непарламентской партии, посвятил своё выступление критике партии «Справедливая Россия». Резник обвинил её в том, что она не является независимой и оппозиционной, имитирует политическую борьбу, а также контролируется Кремлём.
4 декабря 2011 года по результатам выборов в Законодательное собрание Санкт-Петербурга избран депутатом.
8 декабря 2012 года исключён из партии «Яблоко».
18 сентября 2016 года переизбран депутатом Законодательного собрания Санкт-Петербурга по списку Партии Роста.
1 мая 2019 года Максима Резника задержала полиция во время первомайского шествия по Невскому проспекту во главе колонны, несущей растяжку «Петербург против ЕдРа». Депутата почти сразу отпустили. После этого ряд СМИ выпустил множество негативных публикаций о Резнике.
Работал учителем истории в одной из петербургских частных школ.
Кандидат в мастера спорта по шахматам. Женат на журналистке Ксении Казариной.

### Исключение из «Яблока» и дальнейшие отношения с партией
17 марта 2012 года решением Бюро была приостановлена деятельность руководящих органов петербургского «Яблока», в том числе председателя организации Максима Резника. В качестве своих преемников назвал своих заместителей: исполнительного директора экологического центра «Беллона» Николая Рыбакова и депутата муниципального совета округа Екатерингофский Александра Шуршева.
25 мая 2012 года член петербургского отделения партии, помощница Григория Явлинского в Законодательном собрании Ксения Вахрушева публично обвинила Максима Резника в поддержке махинаций с подсчётом голосов на выборах депутатов Законодательного собрания. Резник направил заявление в суд о защите чести и достоинства, однако проиграл дело. Суд отказал ему в требовании признать слова Вахрушевой не соответствующими действительности.
8 декабря 2012 года исключён из партии (по версии Федерального бюро партии за фактическое согласие с фальсификациями при подсчёте голосов на выборах депутатов Заксобрания Петербурга). Его обвинили в поддержке близких друзей, которые и получили подложные мандаты: Ольги Галкиной и Вячеслава Нотяга. По мнению ряда наблюдателей, фальсификации могли быть выгодны «Единой России». Сам же Максим Резник считает это политической расправой. Сторонники исключённого связывают это с тем, что Резник был лидером внутрипартийной оппозиции, и это было продолжением истории с попытками его совместного исключения из партии вместе с Ильёй Яшиным.
23 марта 2021 года Резник пересел на заседании Законодательного собрания Санкт-Петербурга к депутатам от «Яблока» и заявил о своих разногласиях с главой фракции «Партии Роста» Оксаной Дмитриевой:

Я пересел, что называется, навсегда. Просто искал повод: наши политические дороги разошлись с момента поддержки Дмитриевой Беглова, а я сразу сказал, что он не подходит Петербургу. Второй момент, что она поддерживает внешнюю политику Владимира Путина. И третье — выдвижение «Суходольских кандидатов», которые способствуют победе единороссов в округах, разрушение той политики, которая мне кажется правильной — совместной борьбы с «Единой Россией»…
Позднее депутат от «Яблока» Борис Вишневский заявил, что «Яблоко» готово выдвинуть кандидатуру Резника на выборах в Законодательное собрание Санкт-Петербурга. Однако в итоге «Яблоко» не стало в 2021 году выдвигать Резника.
В сентябре 2022 года Резник сообщил в своих соцсетях, что покинул РФ на неопределённый срок.
1 сентября 2023 года Министерством юстиции России внесён в список физических лиц «иностранных агентов».

## Проекты

### «Полдень против Путина»
Стал автором акции «Полдень против Путина» — намеченной на 17 марта 2024 года мирной протестной акции, заключающейся в том, что граждане России, не поддерживающие политику Владимира Путина, массово придут к избирательным участкам в последний день президентских выборов в 12 часов дня.

## Награды
- Почётный знак «За особый вклад в развитие Санкт-Петербурга» (2014)[2].
- Премия «Петрополь» (2016)[2].

## Уголовные дела
3 марта 2008 года был задержан по обвинению в оскорблении представителей власти и применении насилия в отношении представителей власти. Проведя в заключении 18 дней, 21 марта был освобождён под подписку о невыезде. Позднее уголовное дело было закрыто по просьбе милиционеров, в связи с примирением сторон. Многие аналитики считали его политическим заключённым.
В 2021 году в отношении Резника было возбуждено уголовное дело по статье 228 Уголовного кодекса Российской Федерации по обвинению в приобретении марихуаны. 18 июня 2021 года Резник был отправлен под домашний арест.